# Un ami du défunt
Pour plus de détails, voir Fiche technique et Distribution.
Un ami du défunt (Приятель небіжчика) est une comédie noire franco-ukrainienne réalisée par Viatcheslav Krichtofovitch (uk) et sortie en 1997. 
Le film fait partie de la Liste des 100 meilleurs films de l'histoire du cinéma ukrainien.

## Synopsis
L'ère du « capitalisme sauvage » prend de l'ampleur lorsque la femme d'Anatoli le quitte. Il était jeune, beau et intelligent, connaissait une langue étrangère, mais pour une raison ou une autre, il ne s'intégrait pas dans la vie moderne, qui lui était totalement incompréhensible. Sa rencontre avec son ancien camarade de classe Dima, qui travaillait avec succès dans un kiosque commercial, est devenue le fil d'Ariane dans le monde de la nouvelle morale. La vie devient un film. L'acte irréfléchi et frivole d'Anatoli est devenu le premier maillon de la chaîne d'événements qui a conduit au meurtre d'un homme qui était lui-même un tueur à gages. Le petit fils de cet homme a appelé Anatoli papa... Comment Anatoli va-t-il se comporter après cela ? Deviendra-t-il un père pour le petit garçon ou prendra-t-il la place du tueur ?

## Fiche technique
- Titre français : Un ami du défunt[1]
- Titre original : Приятель покойника[2], Priatel pokoïnika
- Réalisation : Viatcheslav Krichtofovitch (uk)
- Scénario : Andreï Kourkov
- Photographie : Vilen Kaliouta (uk)
- Monteur : Eleonora Soummovska (uk)
- Musique : Gronski Petrovitch (uk)
- Décors : Roman Adamovitch
- Société de production : studio Dovjenko, Kazakhfilm, Compagnie des Films, Compagnie Est-Ouest
- Pays d'origine :  Ukraine -  France
- Langue originale : russe, ukrainien
- Format : couleurs
- Genre : comédie noire
- Durée : 100 minutes
- Dates de sortie :
  - France : 10 septembre 1997
  - Belgique : 11 février 1998
  - Ukraine : 31 octobre 2018

## Distribution
- Alexandre Alexandrovitch Lazarev (ru) : Anatoli
- Tatiana Krivitskaïa : Lena-Vika
- Ievgueni Pachine (uk) : Dima
- Anjelika Nevolina (ru) : Katia, la femme d'Anatoli
- Ielena Korikova (ru) : Marina
- Anatoli Matechko (uk) : Boris